# 佐久駅
佐久駅（さくえき）は、北海道（上川総合振興局）中川郡中川町字佐久にある北海道旅客鉄道（JR北海道）宗谷本線の駅である。電報略号はサク。事務管理コードは▲121833。駅番号はW63。

## 歴史

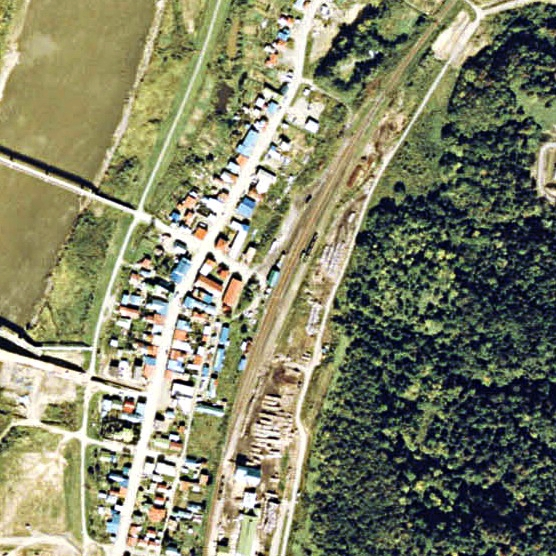
1977年の佐久駅と周囲約500ｍ範囲の状況。上が稚内方面。相対式ホームと貨物用副本線。駅裏に貨物ストックヤード。下に見えるのは今も営業している木工所。

- 1922年（大正11年）11月8日：鉄道省天塩線音威子府駅 - 誉平駅（後の天塩中川駅）間開通に伴い開業[3][4][5][6][7]。一般駅[1]。
- 1924年（大正13年）6月25日：線路名を天塩南線改称、それに伴い同線の駅となる[4]。
- 1926年（大正15年）9月25日：天塩南線と天塩北線を統合し線路名を天塩線に改称、それに伴い同線の駅となる[4]。
- 1930年（昭和5年）4月1日：天塩線を宗谷本線に編入、それに伴い同線の駅となる[4]。
- 1949年（昭和24年）6月1日：公共企業体である日本国有鉄道に移管。
- 1982年（昭和57年）11月15日：貨物取扱い廃止[1][7]。
- 1984年（昭和59年）
  - 2月1日：荷物取扱い廃止[1][7]。
  - 11月10日：駅員無配置駅となり、出改札要員廃止[新聞 1]。連査閉塞式に関する要員のみ配置となる。
- 1986年（昭和61年）11月1日：永山駅 - 稚内駅間の閉塞方式が連鎖閉塞式から特殊自動閉塞（電子符号照査式）に変更となり、CTC化されたことにより要員配置も終了、完全無人化[新聞 2][8][7]。
- 1987年（昭和62年）4月1日：国鉄分割民営化により、北海道旅客鉄道（JR北海道）の駅となる[1][7]。
- 1990年（平成2年）9月：旧駅舎を取り壊し[7]。
- 1991年（平成3年）1月20日：現駅舎「佐久ふるさと伝承館」新築落成祝賀会が行われる[7]。
- 2000年（平成12年）3月10日：同日をもって上り急行「宗谷」1本の停車を終了（翌日のダイヤ改正で特急格上げ）。普通列車のみの停車となる。
- 2019年（令和元年）7月：JR北海道が宗谷本線沿線自治体に当駅含む1日平均乗降人員3名以下の駅について自治体による維持管理もしくは費用負担による存続か2021年（令和3年）3月での廃止を提案。
  - その後、中川町は町内で対象となる当駅と歌内駅について当面の間町の負担で維持し、今後の存続は「適宜、住民の皆様と相談」する旨を表明[9]。
- 2021年（令和3年）4月：中川町による維持管理に移行[JR北 1][新聞 3]。
  - 中川町は駅舎・ホーム等の巡回、除草、清掃、除雪を行う[10]。
  - 維持負担に要する費用は移行2年目の2022年（令和4年）度予算に計上された時点で年191万円とされているが[10]、町担当者は「毎年払い続けるのは難しい」と同年3月の読売新聞の取材に回答している[11]。
  - また2021年（令和3年）3月の町議会予算審議での質問に対し当駅については「当面維持していく考え」としつつも「提案を受けて1年後に廃止というのは難しいと考えていた」と回答し[12]、同年9月付け発行の広報誌にて歌内駅の廃止を発表した際も当駅について、「今後の利用状況の推移や、周辺市町村で構成する宗谷本線活性化推進協議会の議論なども踏まえ、地域との協議を継続していく考え」であるとしている[13]。
- 2024年（令和6年）9月24日：名寄駅 - 稚内駅間運行管理システムの更新に伴い、同日より2番線の使用を停止[14]。

### 駅名の由来
対岸ですでに市街を形成していた安平志内（あべしない）の駅名も検討されていたとされるが、駅付近がサッコタンと呼ばれていたことからこのように命名されたとされている。
この名称は駅から1.5km ほど北で天塩川に合流するサッコタン川（佐久川とも）のアイヌ語名「サッコタンナイ（sak-kotan-nay）」（夏・村・川、夏の村の川）に由来し、天塩川との合流点の崖はかつて「サッコタンピラ（sakkotan-pira）」（サッコタン・の崖）と呼ばれていたという。
この名称について、かつてのアイヌは夏の間は川岸で漁労をし、秋から冬にかけては支流の川筋に移って生活していたことから、当地が夏の漁労に適した豊かな土地、との意でそう呼ばれていた、と考えられている。

## 駅構造
単式ホーム1面1線を有する地上駅。2024年（令和6年）9月23日までは相対式ホーム2面2線を有する交換駅となっていた。互いのホームは旭川方に設けられた構内踏切で連絡していた。駅舎側（西側）が下りの1番線、対向側ホームが上りの2番線となっている。そのほか2番線の旭川方から分岐する形で対向側ホーム外側への行き止りの側線を1線有しているが、この短い側線は1983年（昭和58年）4月時点では副本線であり、この副本線から貨物用の長い引き上げ線が分岐していた（北側、南側に行き止りの線を各1線、及び副本線の外側にもう1線）。また1番線の稚内方から分岐し駅舎北側のホーム切欠き部分の貨物ホームへの貨物側線を1線有していた。
中川町管理の無人駅となっている。駅舎は構内の西側に位置しホーム南側に接している。現駅舎は「佐久ふるさと伝承館」と称し、中川町により1990年（平成2年）に改築された。舎内には旧駅舎を描いた絵画や、当地の古道具や農機具、出土したアンモナイトの化石、馬橇の絵画などが展示されている。2階には研修室が併設されている。駅舎内にトイレを有する。
かつては「DISCOVER JAPANスタンプ」が設置されていた。

### のりば
| 番線 | 路線      | 方向 | 行先     |
| ---- | --------- | ---- | -------- |
| 1    | ■宗谷本線 | 下り | 稚内方面 |
| 1    | ■宗谷本線 | 上り | 名寄方面 |

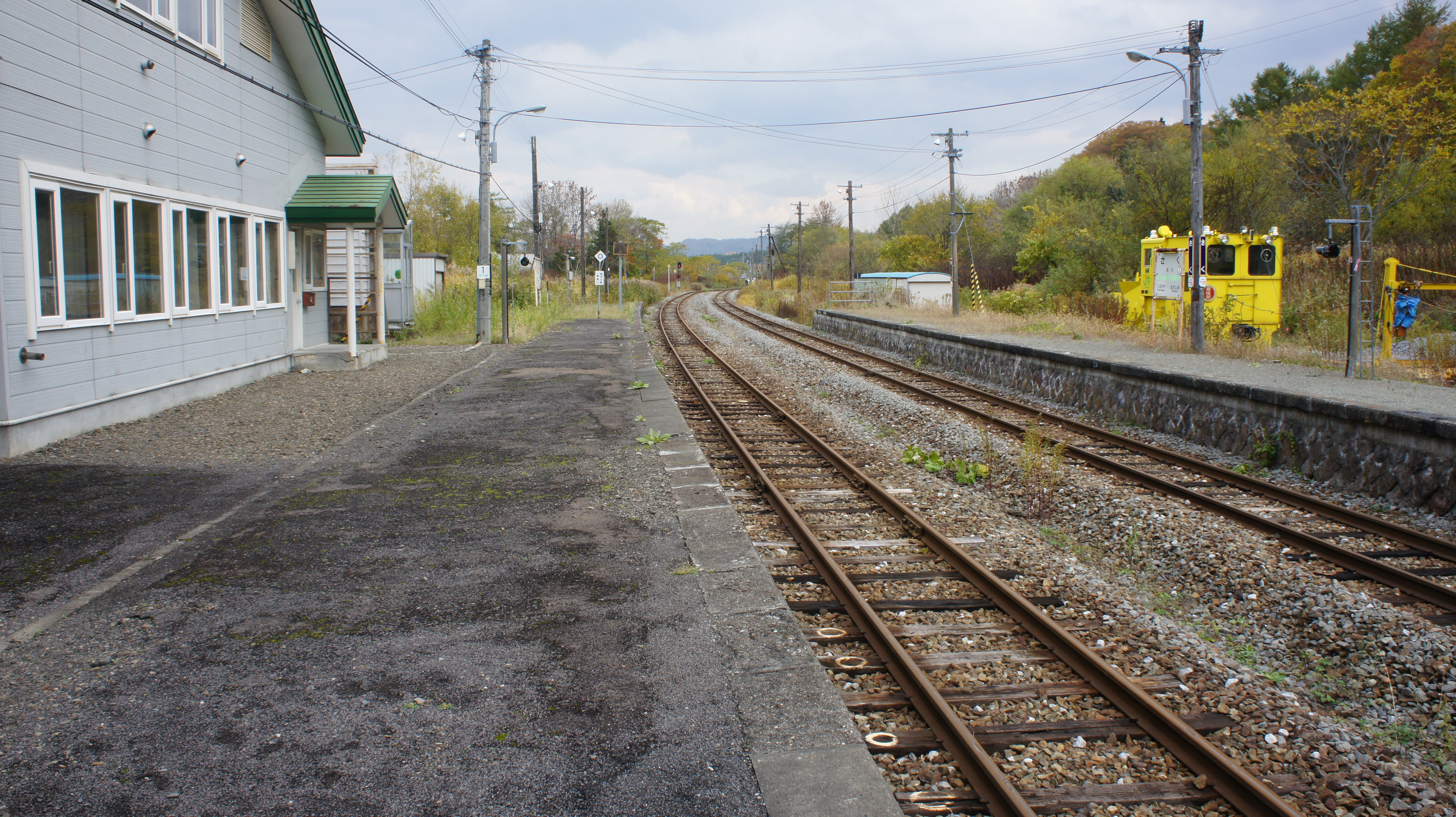
ホーム（2017年10月）
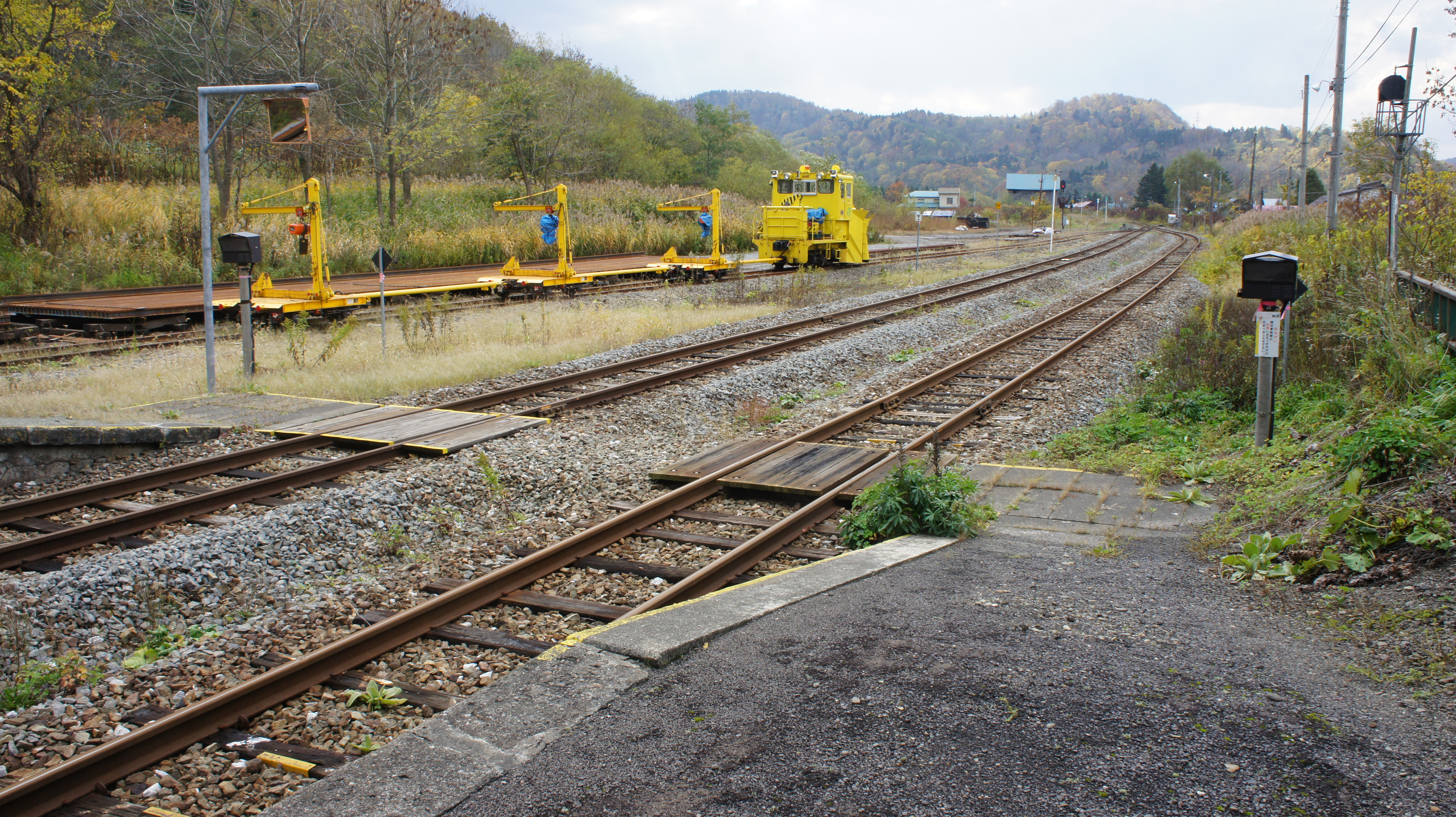
構内踏切（2017年10月）
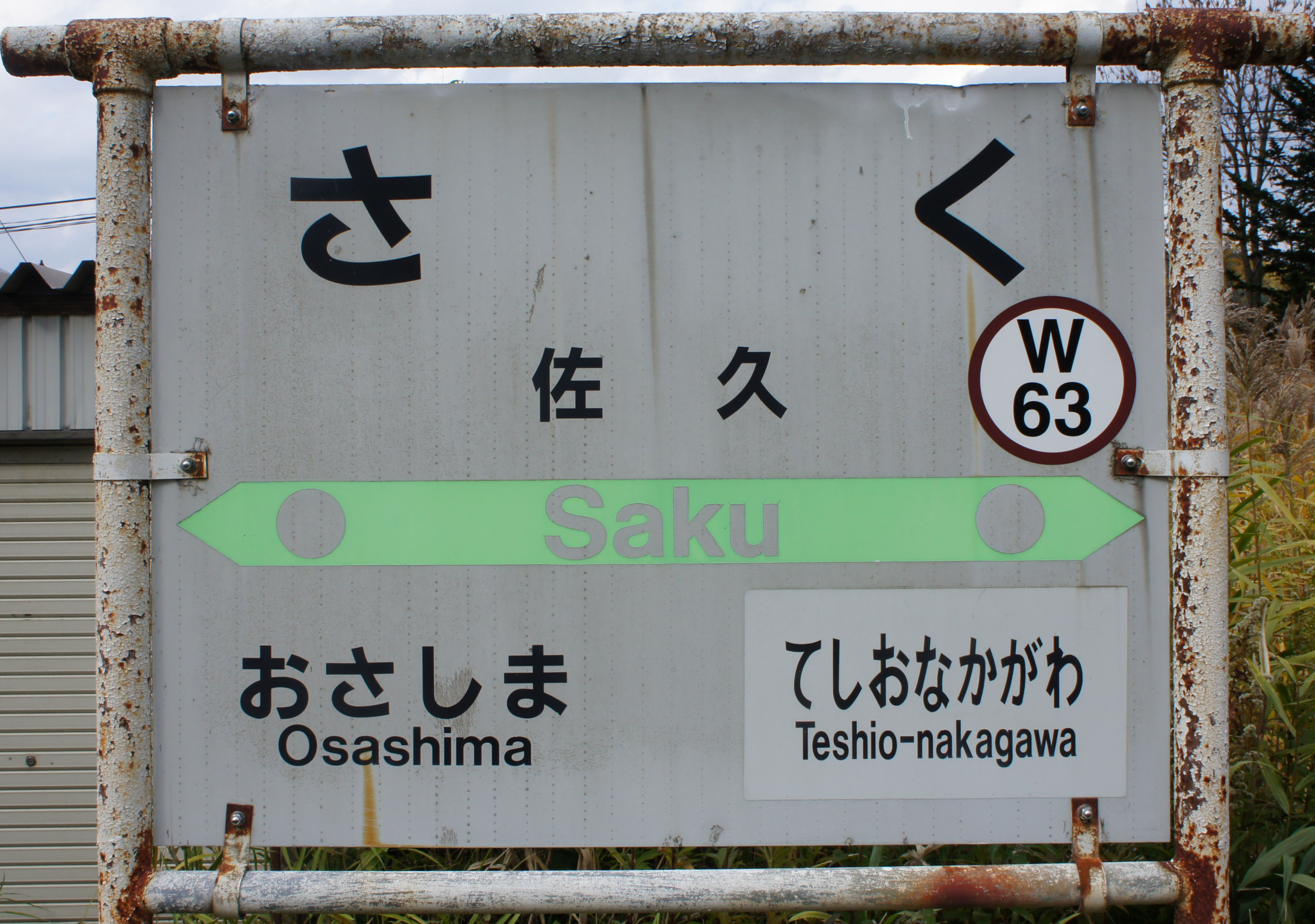
駅名標（2017年10月）

## 利用状況
乗車人員の推移は以下の通り。1970年（昭和45年）度までの1日平均乗車人員は年間の値から日数割で算出した参考値を括弧書きで示す。出典元が「乗降人員」となっているものについては1/2とした値を括弧書きで1日平均乗車人員の欄に示し、備考欄で元の値を示す。
また、「JR調査」については、当該の年度を最終年とする過去5年間の各調査日における平均である。
| 年度               | 乗車人員（人） | 乗車人員（人） | 乗車人員（人） | 出典        | 備考                        |
| 年度               | 年間           | 1日平均        | JR調査         | 出典        | 備考                        |
| ------------------ | -------------- | -------------- | -------------- | ----------- | --------------------------- |
| 1922年（大正11年） | 5,279          | (14.4)         |                | [ 23 ]      | 開通初年度。11月8日から営業 |
| 1923年（大正12年） | 12,242         | (33.5)         |                | [ 23 ]      |                             |
| 1924年（大正13年） | 14,517         | (39.7)         |                | [ 23 ]      |                             |
| 1925年（大正14年） | 18,082         | (49.5)         |                | [ 23 ]      |                             |
| 1926年（大正15年） | 16,777         | (46.0)         |                | [ 23 ]      |                             |
| 1965年（昭和40年） | 79,225         | (217.1)        |                | [ 24 ]      |                             |
| 1966年（昭和41年） | 67,422         | (184.7)        |                | [ 24 ]      |                             |
| 1967年（昭和42年） | 65,414         | (178.7)        |                | [ 24 ]      |                             |
| 1968年（昭和43年） | 53,732         | (147.2)        |                | [ 24 ]      |                             |
| 1969年（昭和44年） | 48,609         | (133.2)        |                | [ 24 ]      |                             |
| 1970年（昭和45年） | 37,901         | (103.8)        |                | [ 24 ]      |                             |
| 1978年（昭和53年） |                | 49             |                | [ 25 ]      |                             |
| 1981年（昭和56年） |                | (20.5)         |                | [ 20 ]      | 1日乗降客数41人             |
| 1992年（平成04年） |                | (9)            |                | [ 19 ]      | 1日乗降客数18人             |
| 2011年（平成23年） |                | (2)            |                | [ 26 ]      | 乗降人員4人                 |
| 2012年（平成24年） |                | (2)            |                | [ 26 ]      | 乗降人員4人                 |
| 2015年（平成27年） |                |                | 「10名以下」   | [ JR北 2 ]  |                             |
| 2016年（平成28年） |                |                | 1.4            | [ JR北 3 ]  |                             |
| 2017年（平成29年） |                |                | 1.6            | [ JR北 4 ]  |                             |
| 2018年（平成30年） |                |                | 1.4            | [ JR北 5 ]  |                             |
| 2019年（令和元年） |                |                | 1.2            | [ JR北 6 ]  |                             |
| 2020年（令和02年） |                |                | 1.2            | [ JR北 7 ]  |                             |
| 2021年（令和03年） |                |                | 1.2            | [ JR北 8 ]  |                             |
| 2022年（令和04年） |                |                | 0.8            | [ JR北 9 ]  |                             |
| 2023年（令和05年） |                |                | 0.8            | [ JR北 10 ] |                             |

## 駅周辺
- 国道40号
- 北海道道218号板谷佐久停車場線
- 北海道道541号問寒別佐久停車場線
- 北海道道118号美深中川線
- 北海道道119号遠別中川線
- 佐久橋
- 名寄警察署佐久駐在所
- 佐久郵便局
- 天塩川

## 隣の駅
北海道旅客鉄道（JR北海道）
■宗谷本線
筬島駅 (W62) - *（神路信号場） - 佐久駅 (W63) - *琴平駅 - 天塩中川駅 (W64)
*:打消線は廃駅および廃止信号場。

### JR北海道
1. ↑  『来春のダイヤ見直しについて』（PDF）（プレスリリース）北海道旅客鉄道、2020年12月9日。オリジナルの2020年12月9日時点におけるアーカイブ。2020年12月10日閲覧。
2. ↑  “極端にご利用の少ない駅（3月26日現在）” (PDF). 平成28年度事業運営の最重点事項.   北海道旅客鉄道. p. 6 (2016年3月28日). 2017年9月25日閲覧。
3. ↑  “宗谷線（名寄・稚内間）” (PDF). 線区データ（当社単独では維持することが困難な線区）.   北海道旅客鉄道 (2017年12月8日). 2017年12月30日時点のオリジナルよりアーカイブ。2017年12月30日閲覧。
4. ↑  “宗谷線（名寄・稚内間）” (PDF).   北海道旅客鉄道 (2017年7月2日). 2017年12月30日時点のオリジナルよりアーカイブ。2018年7月13日閲覧。
5. ↑  “宗谷線（名寄・稚内間）” (PDF). 線区データ（当社単独では維持することが困難な線区）(地域交通を持続的に維持するために).   北海道旅客鉄道. p. 3 (2019年10月18日). 2019年10月18日時点のオリジナルよりアーカイブ。2019年10月18日閲覧。
6. ↑  “宗谷線（名寄・稚内間）” (PDF). 地域交通を持続的に維持するために > 輸送密度200人以上2,000人未満の線区（「黄色」8線区）.   北海道旅客鉄道. p. 3・4 (2020年10月30日). 2020年11月2日時点のオリジナルよりアーカイブ。2020年11月3日閲覧。
7. ↑  “駅別乗車人員  特定日調査（平日）に基づく”.   北海道旅客鉄道. 2022年8月3日時点のオリジナルよりアーカイブ。2022年8月14日閲覧。
8. ↑  “駅別乗車人員  特定日調査（平日）に基づく”.   北海道旅客鉄道. 2022年9月3日時点のオリジナルよりアーカイブ。2022年9月3日閲覧。
9. ↑  “駅別乗車人員  特定日調査（平日）に基づく”.   北海道旅客鉄道. 2023年11月10日時点のオリジナルよりアーカイブ。2023年11月10日閲覧。
10. ↑  “宗谷線(旭川・稚内間) 事業の抜本的な改善方策の実現に向けた実行計画(2024(令和6)～2026(令和8)年度)” (PDF).   北海道旅客鉄道 (2024年). 2024年9月8日時点のオリジナルよりアーカイブ。2024年9月8日閲覧。

### 新聞記事
1. ↑  “「通報」●函館本線江部乙駅ほか49駅の駅員無配置について（旅客局）”. 鉄道公報 (日本国有鉄道総裁室文書課):  p. 1. (1984年11月9日)
2. ↑  “宗谷線、20駅無人化へ 特殊自動閉そく装置導入工事進む”. 交通新聞 (交通協力会):  p. 2. (1986年9月17日)
3. ↑  “無人18駅、自治体管理へ JR北海道 経営難で急拡大”. 北海道新聞. (2021年2月5日).  オリジナルの2021年2月6日時点におけるアーカイブ。 2021年2月7日閲覧。